# Ovidio Sánchez
Ovidio Sánchez Díaz (Pola de Laviana, 21 de septiembre de 1952) es un político español del Partido Popular.

## Biografía
Abogado de profesión, su carrera política comienza con una breve militancia en UCD para luego pasar a Alianza Popular. Formó parte de la candidatura de ese partido, encabezada por Luis Riera Posada al Ayuntamiento de Oviedo en las elecciones municipales de 1983, resultando elegido concejal. Revalidó su acta de concejal en las elecciones de 1987 y 1991, con Gabino de Lorenzo como candidato a alcalde.
Posteriormente, formó parte de la candidatura del PP, encabezada por Sergio Marqués, a la Junta General del Principado en las elecciones autonómicas de 1995, las primeras en Asturias en las que el PP consiguió la victoria. Obtiene el cargo de diputado y posteriormente es elegido Presidente de la Junta General del Principado (JGPA), cargo al que renuncia en marzo de 1999 para encabezar la candidatura del PP en las elecciones autonómicas de junio de 1999.
En 1999, fue elegido Presidente del Partido Popular de Asturias, y encabezó la candidatura de ese partido a la JGPA en 1999, 2003 y 2007, obteniendo, respectivamente, 15, 19 y 20 diputados, que no le permitieron formar gobierno, ocupando la Jefatura de la Oposición.

## Cargos
Además, ocupa o ha ocupado los siguientes cargos: 
- Miembro titular de la Diputación Permanente de la JGPA,
- Portavoz de la Comisión de Defensa del Senado,
- Vocal en la Comisión General de las Comunidades Autónomas,
- Vocal en la Comisión de Peticiones, y
- Vocal titular de la delegación española en la Asamblea Parlamentaria de la OTAN.